# Marlborough House
Marlborough House es una mansión de Westminster, en Londres (Reino Unido). Fue construida para Sarah Churchill, duquesa de Marlborough, una amiga íntima de la reina Ana de Inglaterra. Fue diseñada por Christopher Wren y su hijo, y la obra culminó en 1711.

## Actualidad
Actualmente es la sede del Secretariado General de la Mancomunidad de Naciones (Commonwealth of Nations, en inglés).

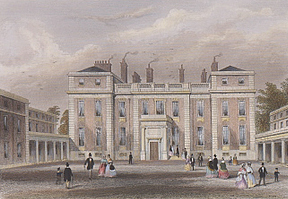
Imagen de la entrada en 1850

## Abierto al público
Marlborough House generalmente está abierto al público durante los fines de semana del mes de septiembre, cuando se realiza el Open House London. La casa también está abierta para visitas en grupo por acuerdo previo.